# 余守觀
余守觀（1480年—？），字尚賓，湖廣衡州府衡陽縣人，官籍，明朝政治人物。

## 生平
湖廣鄉試第二十四名舉人。正德六年（1511年）中式辛未科會試第九十七名，登第三甲第一百二十三名進士。授知縣，十一年十月选授禮科給事中。

## 家族
曾祖余潭龍；祖父余洪；父余瓊，母王氏。具慶下。